# J&S Cup 2007
Warsaw Open 2007 - жіночий тенісний турнір, що проходив у Варшаві (Польща). Належав до турнірів 2-ї категорії в рамках Туру WTA 2007. Відбувся удванадцяте і тривав з 30 квітня до 6 травня 2007 року. Жустін Енен здобула свій другий титул у Варшаві й третій за сезон, після перемог у Дубаї та Досі.

## Учасниці

### Сіяні учасниці
| Гравчиня           | Країна   | Рейтинг* | Сіяна |
| ------------------ | -------- | -------- | ----- |
| Жустін Енен        | Бельгія  | 1        | 1     |
| Кім Клейстерс      | Бельгія  | 4        | 2     |
| Світлана Кузнецова | Росія    | 5        | 3     |
| Єлена Янкович      | Сербія   | 7        | 4     |
| Надія Петрова      | Росія    | 9        | 5     |
| Анна Чакветадзе    | Росія    | 11       | 6     |
| Олена Дементьєва   | Росія    | 13       | 7     |
| Катарина Среботнік | Словенія | 21       | 8     |

- Рейтинг подано of 23 квітня 2007.

### Інші учасниці
Нижче наведено учасниць, які отримали вайлд-кард на участь в основній сітці:
- Катажина Пітер
- Уршуля Радванська

Нижче наведено гравчинь, які пробились в основну сітку через стадію кваліфікації:
- Катерина Бондаренко
- Таміра Пашек
- Цветана Піронкова
- Юлія Вакуленко

## Переможниці та фіналістки

### Одиночний розряд
Жустін Енен —  Альона Бондаренко, 6-1, 6-3
- Для Енен це був третій титул за сезон і другий - J&S Cup.

### Парний розряд
Віра Душевіна /  Тетяна Перебийніс —  Олена Лиховцева /  Олена Весніна, 7-5, 3-6, 10-2